# Johann Georg Hamann
Pour les articles homonymes, voir Hamann.
 (mars 2024).
Johann Georg Hamann, né le 27 août 1730 à Königsberg et mort le 21 juin 1788 à Münster, est un philosophe et écrivain prussien.
Son attrait pour l’irrationnel et le langage mystique ou prophétique lui vaut le surnom de « Mage du Nord » (der Magus aus Norden), nom qu’il prenait volontiers lui-même.

## Biographie
Hamann commence des études de théologie en 1746 à l’université de Königsberg, avant de se tourner vers les études de droit. Ses principaux centres d’intérêt restent néanmoins les langues, la littérature, la philosophie ainsi que les sciences naturelles. Il quitte l’université en 1752 sans avoir obtenu son diplôme. Il s’installe en 1757 à Londres où il demeure jusqu’au début de l’été 1758. Il connaît alors une crise profonde, lors de laquelle il étudie intensément la Bible et qui le conduit à une « expérience de l’éveil ».
Hamann fonde le projet d’épouser Katharina Berens, fille du négociant Christoph Berens, mais il ne put y parvenir. Il revient à Königsberg au début de l’an 1759 en raison d’une grave maladie de son père. En dépit de son excellente connaissance des langues, il ne peut enseigner en raison d’un défaut de prononciation, et il doit donc se contenter de professions accessoires tout en exerçant par ailleurs une importante activité d’écriture. Il se lie d’amitié en 1762 avec Johann Gottfried Herder, sur lequel il exerce une grande influence.
Hamann obtient, en 1767 et par l’intermédiaire de Kant, un poste de traducteur auprès de l’administration prussienne des douanes. Il contracte alors un « mariage de conscience » (qui n'a jamais été officialisé) avec Anna Regina Schumacher, dont il a quatre enfants. Son activité professionnelle lui laisse un temps considérable pour l’étude et l’écriture. À partir de 1787, il voyage à Düsseldorf pour y rencontrer Friedrich Heinrich Jacobi, ainsi qu’à Münster où il meurt le 21 juin 1788.
Hamann est également un joueur de luth, formé par le virtuose ukrainien Timofiy Bilohradsky (en).

## Idées principales et influence

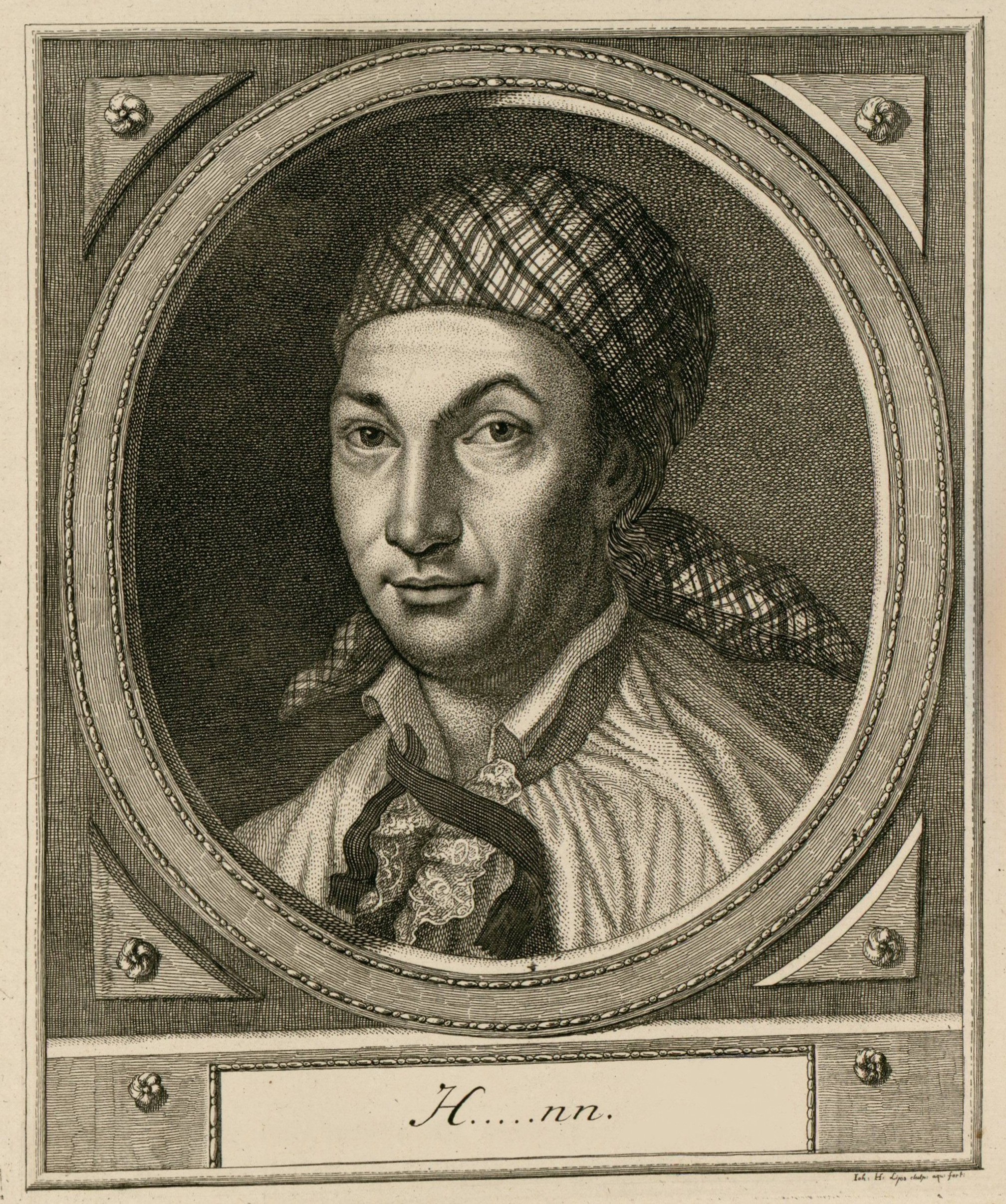
Johann Georg Hamann, dit « le Mage du Nord ».

Surnommé le « Mage du Nord ». Penseur mystique et « critique des Lumières » au XVIIIe siècle, Johann Georg Hamann est, d'après Isaiah Berlin, « l'ennemi le plus cohérent, le plus extrême et le plus implacable des Lumières et, en particulier, de toutes les formes de rationalisme de son temps ». Il est considéré comme le prophète du mouvement du Sturm und Drang[réf. souhaitée].
 
En opposition aux philosophes des Lumières (et notamment à son ami Emmanuel Kant), il s'inscrit dans la tradition de Giordano Bruno, Leibniz, Spinoza et du néoplatonisme. Il développe ainsi un intérêt pour les thèmes de la Création ou de l’Incarnation divine, ainsi que pour l’unité de la raison et de la sensibilité, de l’universel et du particulier, du concept et de la perception. Il exerce une influence importante sur la pensée de Herder et de Jacobi, mais également de Goethe, Hegel, Schelling et surtout de Kierkegaard. 
Au XXe siècle on peut encore trouver une influence de Hamann autant chez Ernst Jünger qui l'évoque, d'abord en épigraphe du Cœur aventureux (1929), puis assez souvent dans ses journaux de l'âge mûr, que chez Walter Benjamin, au moins pour son essai intitulé Sur le langage en général et sur le langage humain (1916). Hamann est très présent dans l’essai L'Âme romantique et le rêve d’Albert Béguin (éd. José Corti, 1939), où près de la moitié du premier chapitre du livre deuxième lui est notamment consacrée (pp. 47 à 57) ; deux épigraphes y sont également portées. 
Convaincu du fait que nos mouvements psychiques s’accomplissent dans quelque chose d’obscur, voire d’inconscient, il se crée pour lui-même un nouveau langage, difficilement compréhensible. Il présente la célèbre devise de Socrate « Je ne sais qu’une chose, c’est que je ne sais rien » comme un aveu d’irrationalisme, et il exige, tant du penseur que du poète, une telle « chaleur de la volonté ». Ses écrits, qui sont généralement brefs, sont ponctués de nombreuses citations et allusions, et sont rédigés dans un style énigmatique, contrastant avec le style simple et limpide de sa correspondance. On a voulu en conclure que l’ambition de Hamann, dans ses écrits, était de « contraindre » son lecteur à un travail actif d’élaboration de la pensée. C'est que, chez lui, auteur et lecteur sont  complémentaires, formant deux moitiés d’un même tout, qui doivent s’adapter l’une à l’autre pour pouvoir atteindre un but commun.
Cette approche peut à son tour être réinscrite dans son concept central de coincidentia oppositorum (union des contraires), union qu’il cherchait à mettre en évidence, dans la vie humaine tout autant que dans les mystères christiques, dans le cas notamment de l’union énigmatique du corps et de l’esprit, de la sensibilité et de la raison, du destin et de la responsabilité. Une telle fascination pour la contradiction a fait e lui un adepte de l’ironie, dont  sont constamment empreints ses écritset qui a notamment joué un rôle dans l’influence qu’il a exercée sur Kierkegaard.
Les ouvrages les plus importants de Hamann sont Sokratische Denkwürdigkeiten (1759), Golgatha und Scheblimini (1784) ainsi que sa Metakritik über den Purismus der reinen Vernunft (1784).

## Œuvres
- Gedanken über meinen Lebenslauf, 1758/59
- Les Méditations Bibliques, Éditions Ismael, 2017.
- Sokratische Denkwürdigkeiten (de), 1759
- Kreuzzüge des Philologen, 1762
  - Lequel contient Aesthetica In Nuce dans la traduction de Henry Corbin (1939).
- Golgatha und Scheblimini, 1784
- Aesthetica In Nuce : Métacritique du purisme de la raison pure et autres textes, Paris, Vrin, 2002.